# Geometra Prinetti selvaggiamente Osvaldo
Geometra Prinetti selvaggiamente Osvaldo è un film commedia italiano del 1976, diretto da Ferdinando Baldi e interpretato da Pippo Santonastaso. Il film è stato rieditato anche con il titolo La selvaggia.